# Marian Conrads

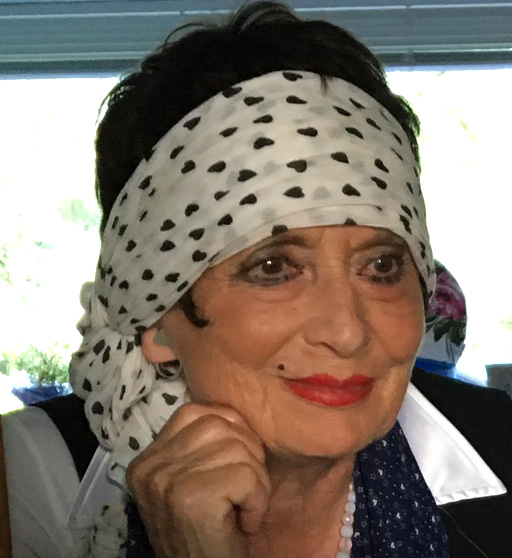

Marian Conrads-de Bruin (1939) is een Nederlands kunsthistoricus, schrijfster en kledingverzamelaarster.

## Biografie
Marian Conrads volgde de middelbare school aan het Stedelijk Gymnasium te Utrecht en studeerde vervolgens kostuumgeschiedenis en theaterwetenschappen aan de Universiteit van Utrecht. In 2006 promoveerde zij op een analyse van het kostuumboek van de 16de-eeuwse, Vlaamse, dichter-schilder Lucas d'Heere.
Met een beurs van deed zij onderzoek naar kostuums en het theater in de tijd van Shakespeare in Birmingham en London. Zij kreeg eveneens een theaterbeurs voor Venetië.

## Carrière
Conrads was op diverse plaatsen docent, zoals docent Academie van Expressie door Woord en Gebaar in Utrecht, docent aan de Amsterdamse Hogeschool voor de Kunsten, docent Opleiding Restauratoren in dienst van het Ministerie van WVC, Tot 1990 was zij docent en adjunct-directeur van de afdeling Textiel en Modevormgeving aan de Koninklijke Academie van Beeldende Kunsten in Den Haag. Van 2009 tot 2014 was zij gastdocent Beeldende Vorming in Paramaribo.
Zij heeft ook gewerkt bij het Aartsbisschoppelijk Museum in Utrecht.
Daarnaast geeft zij kostuumpresentaties en lezingen over kleding als tijdsbeeld, onder andere over hoeden en accessoires.
Conrads verzamelde veel mode, zoals tassen, accessoires en schoenen, onder andere van ontwerpers Vivienne Westwood, Pierre Cardin en Giuseppe Zanotti, Liesel Swart en René van den Berg. Een groot deel van haar verzameling, waaronder een collectie badpakken, is overgedragen aan het gemeentemuseum in Den Haag. kleding, Haar schoenenverzameling is bij het Nederlands Leder en Schoenen Museum. Ook verzamelde Conrads meer dan 600 hoeden.

## Privé
Conrads is getrouwd met een klimatoloog. Het echtpaar heeft drie kinderen. Het verhuisde en werkte vanaf 2009 tijdelijk in Suriname. Sinds 2014 woont zij weer permanent in Nederland.